# 重ね合わせ
量子力学において、重ね合わせ（かさねあわせ、英: superposition）は、量子の振る舞いを計算する際に、定常状態と呼ばれるシンプルな性質を持つ複数の波動関数を重ね合わせたものとして書き表すことである。

## 定義
量子力学では、系の状態は状態ベクトル {\displaystyle |\psi \rangle } （もしくは波動関数 {\displaystyle \psi } ）で記述される。
状態 {\displaystyle |\psi _{1}\rangle } と別の状態 {\displaystyle |\psi _{2}\rangle } で次のような状態 {\displaystyle |\psi '\rangle } を作ることができる。
{\displaystyle |\psi '\rangle =c_{1}|\psi _{1}\rangle +c_{2}|\psi _{2}\rangle }
ここで {\displaystyle c_{1},c_{2}} は複素数である。
このような状態ベクトルの線形結合を重ね合わせと呼ぶ。

## 性質
量子力学では、物理量（観測可能量、オブザーバブル） {\displaystyle A} は状態ベクトル（もしくは波動関数）にはたらくエルミート演算子 {\displaystyle {\hat {A}}} として記述される。
状態 {\displaystyle |\psi _{1}\rangle } における物理量Aの測定値の平均値は {\displaystyle \langle \psi _{1}|{\hat {A}}|\psi _{1}\rangle } となる。
同様に状態 {\displaystyle |\psi _{2}\rangle } における物理量Aの測定値の平均値は {\displaystyle \langle \psi _{2}|{\hat {A}}|\psi _{2}\rangle } となる。
量子力学では、重ね合わせて作られた状態 {\displaystyle |\psi '\rangle } における物理量Aの測定値の平均値 {\displaystyle \langle \psi '|{\hat {A}}|\psi '\rangle } は、 {\displaystyle \langle \psi _{1}|{\hat {A}}|\psi _{1}\rangle } と {\displaystyle \langle \psi _{2}|{\hat {A}}|\psi _{2}\rangle } の線形結合では表せない。これを「干渉効果」と呼ぶ。
{\displaystyle \langle \psi '|{\hat {A}}|\psi '\rangle \neq |c_{1}|^{2}\langle \psi _{1}|{\hat {A}}|\psi _{1}\rangle +|c_{2}|^{2}\langle \psi _{2}|{\hat {A}}|\psi _{2}\rangle }
実際には、「干渉項」と呼ばれる余分な項がついてくる。（次の後半の2項）
{\displaystyle \langle \psi '|{\hat {A}}|\psi '\rangle =|c_{1}|^{2}\langle \psi _{1}|{\hat {A}}|\psi _{1}\rangle +|c_{2}|^{2}\langle \psi _{2}|{\hat {A}}|\psi _{2}\rangle +c_{1}^{*}c_{2}\langle \psi _{1}|{\hat {A}}|\psi _{2}\rangle +c_{2}^{*}c_{1}\langle \psi _{2}|{\hat {A}}|\psi _{1}\rangle }
また、古典力学的な局所実在論とは相容れない確率分布を生ずる重ね合わせ状態もある。そのような状態の存在もベルの不等式、グリーンバーガー＝ホーン＝ツァイリンガー状態などの考察を通じて実験で検証されている。
また、量子コンピューターではそのような非古典的重ね合わせを積極的に利用しようと試みられている。
重ね合わせと混同しがちなものとして混合状態がある。状態1と状態2を「混合した状態」の期待値は、状態1の期待値と状態2の期待値の線形結合で表せる。つまり混合をした場合は、量子的な干渉が起こらない。また干渉が起こらないような重ね合わせもあり、この場合は重ね合わせによって混合状態ができる。このことを超選択則があるという。